# 平壤時報

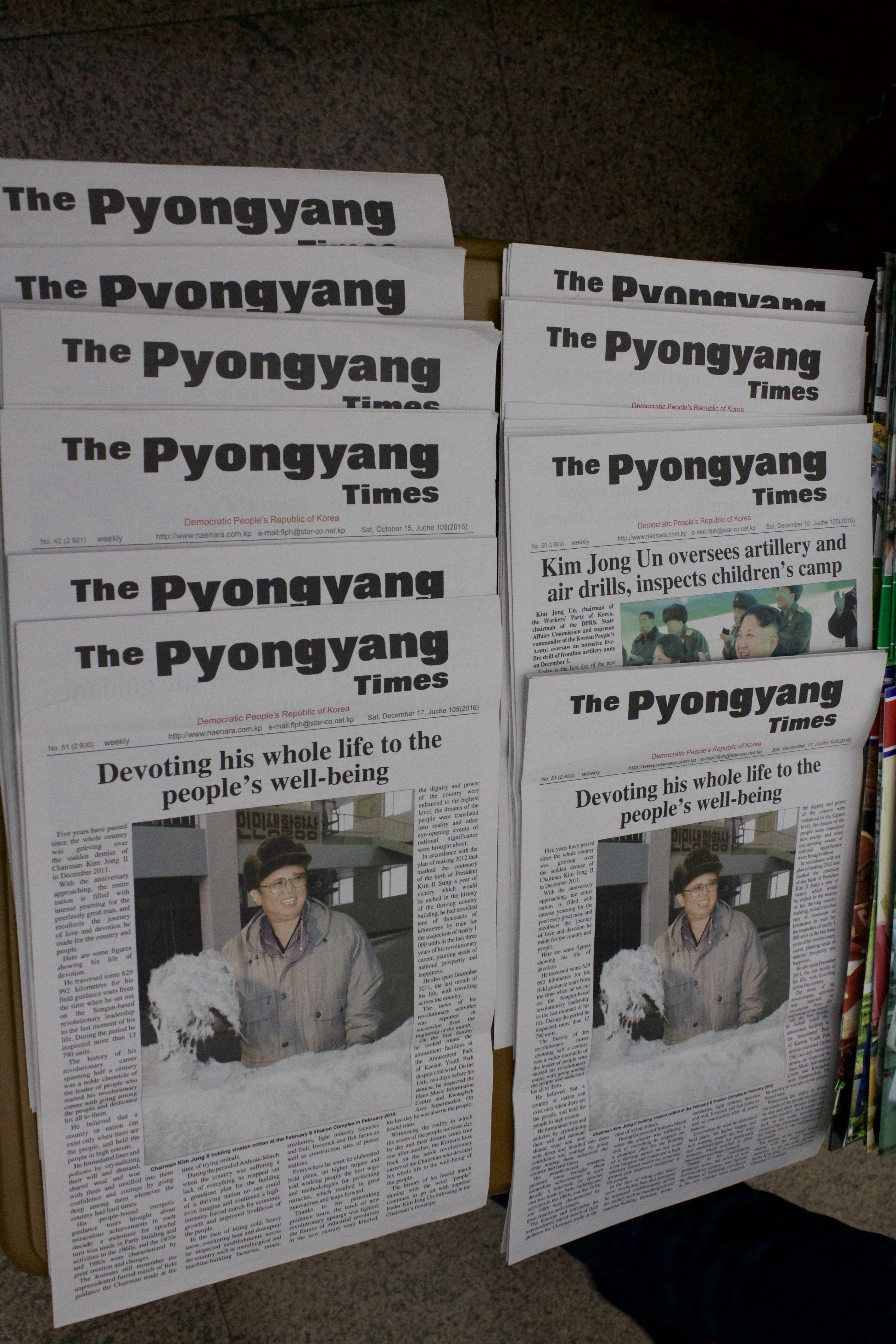
《平壤時報》的實體報紙

《平壤時報》（英語：The Pyongyang Times）是朝鮮民主主義人民共和國官方刊行的英文週報，因發行於首都平壤而得名。

## 對外功能
報紙創立於1965年，通常有八版。頭版報道領導人活動事跡，後幾版是科技和思想成就，接著是反韓、日、美之宣傳。最後的版面是“外國新聞”，相對地就高度信息管制下，可以對國際事件予以簡略報道，且多取自意識形態相近的社會主義國家。儘管是英文報紙，同朝鲜其它報刊、媒體一樣，具有濃厚的官方色彩，很多新聞報道與《勞動新聞》等報紙相互翻譯轉載使用。
平壤時報亦推出了網路版，截至2012年，已登載了2,672篇報道。

## 外部連結
- 平壤時報官方網站 （页面存档备份，存于）（英文）